# Municipio de Anderson (condado de Rush)
El municipio de Anderson (en inglés: Anderson Township) es un municipio ubicado en el condado de Rush en el estado estadounidense de Indiana. En el año 2010 tenía una población de 1251 habitantes y una densidad poblacional de 13,64 personas por km².

## Geografía
El municipio de Anderson se encuentra ubicado en las coordenadas 39°29′39″N 85°28′5″O / 39.49417, -85.46806. Según la Oficina del Censo de los Estados Unidos, el municipio tiene una superficie total de 91.74 km², de la cual 91,66 km² corresponden a tierra firme y (0,09 %) 0,08 km² es agua.

## Demografía
Según el censo de 2010, había 1251 personas residiendo en el municipio de Anderson. La densidad de población era de 13,64 hab./km². De los 1251 habitantes, el municipio de Anderson estaba compuesto por el 97,68 % blancos, el 0,08 % eran afroamericanos, el 0,56 % eran amerindios, el 0,08 % eran asiáticos, el 0,88 % eran de otras razas y el 0,72 % eran de una mezcla de razas. Del total de la población el 1,6 % eran hispanos o latinos de cualquier raza.